# أوسكارينو كوستا سيلفا
أوسكارينو كوستا سيلفا (بالبرتغالية: Oscarino Costa Silva‏) الشهير باسم أوسكارينو (17 يناير 1907 في نيتيروي، البرازيل – 16 سبتمبر 1990) لاعب كرة قدم برازيلي راحل كان يجيد اللعب في مركز الوسط المهاجم .
خلال مسيرته الرياضية كلاعب الممتدة من 1928 إلى 1940 حقق بطولة ولاية ريو دي جانيرو مرتان 1935 و1936 .
شارك مع منتخب البرازيل في بطولة كأس العالم لكرة القدم 1930 التي أقيمت في الأوروغواي وخرج من الدور الأول .

## روابط خارجية
- أوسكارينو كوستا سيلفا على موقع الاتحاد الدولي (مؤرشف)  (الإنجليزية)
- أوسكارينو كوستا سيلفا على موقع قاعدة بيانات كرة القدم.إي يو (الإنجليزية)
- أوسكارينو كوستا سيلفا على موقع Soccerway.com (الإنجليزية)